# まだら
| ウィキペディアには「まだら」という見出しの百科事典記事はありません（タイトルに「まだら」を含むページの一覧/「まだら」で始まるページの一覧）。 代わりにウィクショナリーのページ「まだら」が役に立つかもしれません。 |